# Дадиани, Григорий Кациевич
Григо́рий (Григо́л) Каци́евич Дадиа́ни (1770 — 23 октября 1804) — владетельный князь (мтавар) Мегрелии (с 1788 года, с перерывами).
Сын владетельного князя Мегрелии Кации II Дадиани и княжны Анны Паатовны Цулукидзе.

## Правление
В 1803 году Григол поссорился с царем Имеретия Соломоном II, который намеревался захватить провинцию Лечхуми. Не видя возможности самостоятельно отразить имеретинского царя (своего формального сюзерена), Григол обратился за помощью к генералу князю Цицианову, назначенному русским правительством наместником в бывшем Грузинском царстве (Картли-Кахети), и просил его содействия в принятии Мегрелии в русское подданство. 4 декабря 1803 года он присягнул на верность России и получил патент на чин генерал-майора, орден Святого Александра Невского. Затем он получил Высочайшую золотую грамоту, обозначавшую его инвеституру, звание сардала, то есть главнокомандующего войсками Мингрелии, государственное знамя (знак власти) и осыпанную бриллиантами шашку. За собой он сохранил внутреннее управление страной и суд по гражданским делам. 27 сентября 1804 года, последовал Высочайший рескрипт о занятии Мегрелии полуротою артиллерии и Белевским егерским полком, что лишило царя Соломона возможности отбить у Дадиани провинцию Лечхуми.
Менее чем через год, 24 октября 1804 года Григол скончался. Многие считают, что был отравлен убийцами, которых отправил Соломон II. По другой версии, он был отравлен собственной женой, Нино Дадиани, которая затем стала регентом при малолетнем наследнике.

## Семья

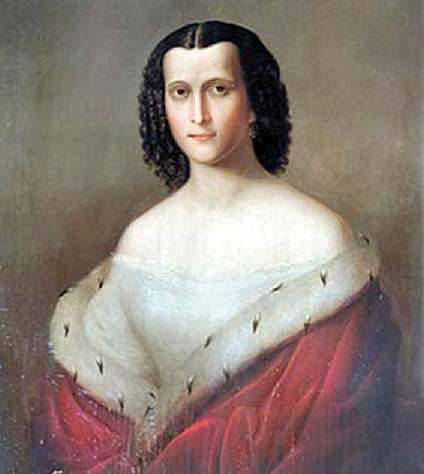
Княгиня Нино Георгиевна Багратиони-Дадиани

Был женат на царевне Нино Георгиевне (15 апреля 1772 — 5 октября 1847, Петербург), дочери последнего царя Грузии Георгия XII. После смерти мужа до совершеннолетия сына Левана была объявлена регентшей, затем вызвана в Петербург, где до конца жизни находилась при дворе; статс-дама, кавалерственная дама ордена святой Екатерины малого креста. Похоронена в Александро-Невской лавре. В этом браке родились:
- Дадиани Кетеван (1792 — после 1823), княжна, в первом браке замужем была за правителем Самурзакано князем Манучаром Соломоновичем Шервашидзе (?—1813), во втором (с 1823 года) — за сыном владетеля Абхазии Ростом-бегом Келешбеевичем Шервашидзе;
- Леван V (1793—1846), владетельный князь Мегрелии (1804—1846);
- Дадиани Мария (1794—?), княжна, в первом браке за князем Георгием Давидовичем Эристави (Гурийским), во втором — за князем Ростомом Бериевичем Геловани;
- Дадиани Елена (1795—?), княжна, в первом браке за князем Давидом Георгиевичем Гуриели, во втором — за князем Георгием Левановичем Микеладзе;
- Дадиани Екатерина (1797—?), княжна, замужем за князем Бегларом Зааловичем Джамбакуриан-Орбелиани;
- Дадиани Григорий (Георгий) (1798 — после 1851), князь, генерал-майор. Был женат на графине Елизавете Павловне фон дер Пален, детей не было.